# Петеранец
Петеранец (хорв. Peteranec) — община с центром в одноимённом посёлке на севере Хорватии, в  Копривницко-Крижевацкой жупании. Население — 1413 человек в самом посёлке и 2681 человек во всей общине (2011). Подавляющее большинство населения — хорваты (99 %). В состав общины, кроме самого Петеранеца, входят две деревни — Коматница (63 человека) и Сигетец (1205 человек). Большинство населения занято в сельском хозяйстве.
Посёлок расположен на Подравинской низменности в 3 километрах к юго-западу от Дравы и в 4 км к северо-востоку от Копривницы. В километре от Петеранеца по дороге в сторону Дравы находится посёлок Дрне. Через Петеранец проходит автомобильная дорога D41, ведущая от Копривницы к венгерской границе. Местная дорога связывает Петеранец с Сигетецем и посёлком Хлебине. В километре от посёлка находится железнодорожная станция Дрне на линии Загреб — Копривница — Будапешт, где останавливаются местные поезда.